# UNCITRAL
Die Kommission der Vereinten Nationen für internationales Handelsrecht (englisch United Nations Commission on International Trade Law, UNCITRAL; französisch Commission des Nations unies pour le droit commercial international, CNUDCI) hat den Zweck, die Vereinheitlichung des internationalen Handelsrechts aktiv zu fördern.

## Vereinigung
Die Schaffung der Kommission wurde von der UN-Generalversammlung am 17. Dezember 1966 mit der Resolution 2205(XXI) beschlossen. Mit der Gründung von UNCITRAL wurde von der Generalversammlung anerkannt, dass der Internationale Handel durch Ungleichheiten in den nationalen Gesetzen behindert wird. Die Kommission hat daher den Auftrag die „fortschreitende Harmonisierung und Vereinheitlichung des internationalen Handelsrechts zu fördern“ und sieht es als ihre Aufgabe, Hemmnisse für den Internationalen Handel, wie z. B. veraltete, nicht mehr der Praxis entsprechende Gesetze, zu identifizieren und Lösungen auszuarbeiten, die für Staaten mit verschiedenen Rechtssystemen und unterschiedlichem wirtschaftlichem und sozialem Entwicklungsstatus akzeptabel sind.
Die Kommission hatte ursprünglich ihren Hauptsitz in New York City (UNO-Hauptquartier) und wurde September 1979 in Wiens UNO-City verlegt. Sie tagt abwechselnd in Wien und New York. Unterstützt wird die Kommission in ihrer Arbeit durch die Abteilung Internationales Handelsrecht (International Trade Law Division) des Bereichs Rechtsangelegenheiten (Office of Legal Affairs) des UN-Sekretariats.
UNCITRAL ist innerhalb des Systems der Vereinten Nationen ein der UN-Generalversammlung untergeordneter Ausschuss. Mitglieder dieses Ausschusses sind Vertreter von derzeit 60 UN-Mitgliedsstaaten, die von der UN-Generalversammlung auf jeweils sechs Jahre gewählt werden. Die Liste der Mitgliedsstaaten samt Beendigung ihrer eigentlichen Mitgliedschaft wird von der UNCITRAL online veröffentlicht. Die 60 Staaten setzen sich wie folgt zusammen: 14 aus Afrika, 14 aus Asien, 8 aus Osteuropa, 10 aus Lateinamerika und der Karibik, sowie 14 aus Westeuropa und anderen Ländern.
Durch die Zusammensetzung der Mitgliedsstaaten wird garantiert, dass die unterschiedlichen geographischen Regionen mit den wesentlichen Wirtschafts- und Rechtssystemen berücksichtigt werden und folglich in die eigentlichen Arbeiten einfließen können.
UNCITRAL ist gegliedert in sechs Arbeitsgruppen, die jeweils auf bestimmten Rechtsgebieten aktiv sind und der Kommission gegenüber hierzu Bericht erstatten.
Derzeit sind folgende Arbeitsgruppen tätig:
- Arbeitsgruppe I für das Vergaberecht (Procurement);
- Arbeitsgruppe II für das Internationale Schieds- und Schlichtungsverfahren (International arbitration and conciliation);
- Arbeitsgruppe III für das Transportrecht (Transport Law);
- Arbeitsgruppe IV für den elektronischen Handel (Electronic commerce);
- Arbeitsgruppe V für das Insolvenzrecht (Insolvency Law);
- Arbeitsgruppe VI für das Recht der Sicherungsmittel (Security Interest).

## Bedeutende Ergebnisse der Arbeit von UNCITRAL
Zur Erfüllung dieses Auftrages hat UNCITRAL in den vergangenen 40 Jahren verschiedenste Rechtsakte erarbeitet. Dabei handelt es sich nicht immer um verbindliche internationale Übereinkommen, sondern oft auch z. B. um Modellgesetze, die den Mitgliedsländern als Muster für nationale Gesetzesreformen dienen sollen.

### UN-Kaufrecht
Am bedeutendsten ist die „Convention on Contracts for the International Sale of Goods“ (CISG) aus dem Jahr 1980, das sogenannte Wiener Kaufrecht, oder auch UN-Kaufrecht. Dabei handelt es sich um ein internationales Übereinkommen, welches die rechtlichen Rahmenbedingungen für grenzüberschreitende Kaufverträge regelt. Mittlerweile ist es in 94 Staaten in Kraft getreten, darunter seit 1989 in Österreich und seit 1991 in Deutschland (in der DDR bereits 1990) und der Schweiz.

### Schiedsgerichtsbarkeit

#### New York Convention
Zwar ist das New Yorker Übereinkommen vor der Gründung von UNCITRAL unter der Federführung der Vereinten Nationen in Kraft getreten. Die Förderung des Übereinkommens ist aber eine der wesentlichen Aufgaben von UNCITRAL.

#### UNCITRAL-Modellgesetz
Das UNCITRAL-Modellgesetz zur internationalen Handelsschiedsgerichtsbarkeit wurde am 21. Juni 1985 verabschiedet. Es wurde inzwischen von mehr als 50 Staaten ganz oder in Teilen übernommen, darunter 1998 in Deutschland im Rahmen der Reform des 10. Buchs der Zivilprozessordnung. Das Modellgesetz wurde 2006 aktualisiert, um die Verwendung moderner Kommunikationsmittel zu ermöglichen und detailliertere Regeln für vorläufige Maßnahmen bereitzustellen.

#### UNCITRAL-Schiedsgerichtsordnung
Die UNCITRAL-Schiedsgerichtsordnung ist eine umfassende Verfahrensordnung für Schiedsverfahren. Die UNCITRAL-Schiedsgerichtsordnung bietet den Interessierten eine Basis für das Verfahren vor einem frei wählbaren Schiedsgericht mit oder ohne die Unterstützung einer Schiedsinstitution. Die Regeln können von den Parteien weitgehend frei abgeändert und den jeweiligen Bedürfnissen angepasst werden (Art. 1 Abs. 1 UNCITRAL-Schiedsgerichtsordnung 1976).
Die UNCITRAL-Schiedsgerichtsordnung 1976 (UNCITRAL-SchGO 1976) wurde am 28. April 1976 von der UNCITRAL angenommen und von der Vollversammlung am 15. Dezember 1976 zur Verwendung empfohlen.
Am 25. Juni 2010 wurde zur Anpassung an geänderte Bedürfnisse eine neue UNCITRAL-Schiedsgerichtsordnung beschlossen (UNCITRAL-SchGO 2010).

#### Transparenzregeln für Investitionsschiedsverfahren
2013 veröffentlichte die UNCITRAL neue Regeln zur Transparenz bei Investor-Staat-Schiedsverfahren. Danach müssen der gesamte Schiedsspruch und alle verfahrensrelevanten Dokumente wie die Schriftsätze der Parteien, Verhandlungsprotokolle und Beschlüsse veröffentlicht werden (Art. 3). Für die Veröffentlichung betreibt die UNCITRAL eine Webseite. Das Schiedsgericht bekommt Ermessen eingeräumt, amicus-curiae-Schriftsätze zuzulassen (Art. 4). Auch die mündlichen Verhandlungen sind grundsätzlich öffentlich, es sei denn, das erweist sich als logistisch unmöglich (Art. 6). Die Transparenz aller Verfahrensschritte steht außerdem unter dem Vorbehalt, dass Betriebs- und Geschäftsgeheimnisse vertraulich zu behandeln sind und kein beklagter Staat Informationen preisgeben muss, die seine Sicherheitsinteressen betreffen (Art. 7). Außerdem darf die "Integrität" des Verfahrens durch Transparenz nicht beeinträchtigt werden, indem die Beweisaufnahme behindert, Zeugen, Parteivertreter oder Schiedsrichter eingeschüchtert werden oder in „vergleichbar außergewöhnlichen Umständen“.
Um die einfache Anwendung der Regeln sicherzustellen, ohne dass alle bestehenden Investitionsabkommen neu verhandelt werden müssen, verabschiedete die UN-Hauptversammlung Ende 2014 eine Konvention zur Transparenz in Investor-Staat-Schiedsverfahren (Mauritius-Konvention), die seit März 2015 ratifiziert werden kann. Bis zum 1. April 2015 haben zehn Staaten, darunter Deutschland und die Schweiz, die Konvention unterzeichnet.
Die Anwendbarkeit der Regeln ist in dem im September 2014 veröffentlichten Entwurf des Freihandelsabkommens zwischen der EU und Kanada vorgesehen.

### Sonstige Rechtsnormen
Weitere Rechtsakte hat UNCITRAL z. B. auf dem Gebiet der internationalen Insolvenz, des internationalen Warentransportes oder des elektronischen Handels erlassen.
So hat UNCITRAL im Jahr 1996 mit dem „Model Law on Electronic Commerce“ versucht, den Grundstein für einen rechtssichereren elektronischen Handel zu legen. Alle Voraussetzungen für einen traditionellen Vertragsabschluss werden darin für die Bedürfnisse des elektronischen Handels angepasst. Dabei wurde auf eine technologieneutrale Gestaltung des Rechts geachtet. Im Jahre 2001 hat die UNCITRAL auch ein „Model Law on Electronic Signatures“ herausgegeben, welche eine beispielhafte Rechtsordnung für elektronische Signaturen schafft. Die UNCITRAL entwirft aber auch schon länger juristische Regelwerke für grenzüberschreitende elektronische Zahlungsverfahren (z. B. den UNCITRAL Legal Guide on Electronic Funds Transfers).

## Praktische Relevanz
UNCITRAL hat keine eigene Gesetzgebungskompetenz. Die Relevanz der entwickelten Instrumente hängt daher entweder von der Annahme durch nationale Gesetzgeber ab (so bei den Modellgesetzen und dem UN-Kaufrecht), und/oder vom entsprechenden Willen der Vertragsparteien (so bei den UNCITRAL-Schiedsregeln oder dem UN-Kaufrecht, dessen Anwendung vertraglich ausgeschlossen werden kann).